# Agnieszka Zabłocka-Kos
Agnieszka Zabłocka-Kos (n. 1957) es una arquitecta e historiadora del arte polaca cuya especialidad es la historia de la ciudad en los siglos XIX y XX y la historia del arte moderno.

## Formación
En 1982, obtuvo el diploma en Arquitectura en la Universidad de Tecnología de Breslavia. En 1992, se recibió de ingeniera arquitecta en la misma universidad.
Recibió un doctorado en Ciencias Técnicas en el campo de la Arquitectura y Urbanismo.

## Trayectoria
Es profesora titular de la Universidad de Breslavia y miembro del Instituto de Historia del Arte en el Departamento de Ciencias Históricas y Pedagógicas de la misma universidad.
Actualmente, es miembro de la Asociación de Historiadores del Arte, delegación Varsovia, del Instituto de Estudios Avanzados de Friburgo y de la Academia Polaca de Ciencias.

## Publicaciones
Ha realizado publicaciones entre las que se destacan:
- Sztuka. Wiara. Uczucie: Alexis Langer--śląski architekt neogotyku (1996)[6]
- Atlas de la Arquitectura de Breslavia (coautora) (1997)[7]
- Comprensión de la ciudad: desde el centro histórico de la ciudad de Breslavia hacia la ciudad moderna 1807-1858 (2006).[8]
- Trwałość? Użyteczność? Piękno? Architektura dwudziestego wieku w Polsce (2011)[9]